# Natalgraszanger
De natalgraszanger (Cisticola natalensis) is een zangvogel uit de familie Cisticolidae.

## Verspreiding en leefgebied
Deze soort komt wijdverspreid voor in Afrika en telt acht ondersoorten:
- C. n. strangei: van Senegal en Gambia tot zuidwestelijk Soedan, Oeganda, Kenia en noordelijk Tanzania.
- C. n. inexpectatus: centraal Ethiopië.
- C. n. argenteus: zuidelijk Ethiopië, noordelijk Kenia en zuidelijk Somalië.
- C. n. tonga: centraal Soedan.
- C. n. katanga: van noordoostelijk Angola tot zuidwestelijk Tanzania en noordelijk Malawi.
- C. n. huambo: westelijk en centraal Angola.
- C. n. natalensis: van oostelijk Zambia en zuidelijk Tanzania tot oostelijk Zuid-Afrika.
- C. n. holubii: zuidwestelijk Zambia, noordoostelijk Botswana en westelijk Zimbabwe.

## Status
De grootte van de populatie is niet gekwantificeerd maar de soort wordt omschreven als plaatselijk algemeen. Op de Rode lijst van de IUCN heeft deze soort de status niet bedreigd.